# Problemløsning
Med problemløsning forstår man processen fra en mere eller mindre veldefineret nu-tilstand til en mål-tilstand, som ikke kan løses uden anvendelse af intelligent handling, typisk via tankeprocesser. Undersøgelser af problemløsning er tæt knyttet til undersøgelser af tænkning, og har rødder i flere forsøg herfra. Et eksempel er Thorndikes (en) observationer om kattes tilgang til et bestemt problem. Kattene han observerede løste et problem med at komme ud af et bur, så de kunne få mad. Her observerede Thorndike at kattene ville hoppe rundt i buret tilfældigt, og afprøve forskellige fremgangsmåder for at løse opgaven . Dette viste en problemløsningsmetode som hedder forsøg-og-fejl. Essensen med denne metode er, som kattene Thorndike observeret, at prøve sig frem med forskellige fremgangsmåder, indtil opgaven er løst.
G.H. Wheatley gav følgende humoristiske definition af problemløsning: "Problemløsning er dét man gør, når man ikke ved hvad man skal gøre".

## Problemrepræsentation
Under problemløsning dannes der mentale repræsentationer, som fremstiller problemets karakter. Disse repræsentationer består af tanker og forestillinger om problemet. Alle de tænkeligt mulige situationer som kan opstå i sammenhæng med løsningen af problemet, og relationerne mellem situationerne opstår i disse repræsentationer. Repræsentationerne kaldes et "problem space" eller, på dansk, et problemfelt. En måde et problemfelt kan repræsenteres på er gennem starttilstande, deltilstande og måltilstande. Her er starttilstandene og måltilstandene forbundet gennem mindre deltilstande i et ‘netværk’. 
I 1960’erne formulerede Newell og Simon en teori, som byggede på at problemrepræsentationer, som f.eks. tilstands repræsentation, danner sig som et ‘mentalt kort’. Dette tillader en person at vurdere hvilke løsninger der kan være effektive at afprøve.
Newell og Simon opbyggede forskellige antagelser i sammenhæng med ideen om at tænkning kunne forestilles som abstrakte manipulationer. Disse manipulationer kunne principielt anvendes til et hvilket som helst veldefineret problem. Antagelserne er, at mennesker har en begrænset kapacitet til informationsbearbejdning, at informationsbearbejdning er seriel, og at det er muligt at aktivere relevant viden fra langtidshukommelsen. Disse kendetegn for menneskers problemløsning er, i følge Newell og Simon, også kendetegnene for problemløseren GPS (general problem solver). Dette er et program udviklet i 1959 af Newell og Simon, og var udfoldet af et tidligere program, den logiske teoretiker (the Logic Theorist (en)). Programmet kan løse en række veldefinerede problemer, som f.eks. Tower of Hanoi (en) problemet. GPS'en fungerer til løsning af problemer som har objekter og operationer. Dette er grundet i at veldefinerede problemer bliver løst vha. operationer. En række operationer kan afprøves for at nå en måltilstand under problemløsningen.
Teorien om, at GPS'en løste problemer på en lignende måde til mennesker, var testet, ved at forsøgspersoner, præsenteret med et problem, blev instrueret i at tale højt under løsningsprocessen. Den verbaliserede proces blev derefter sammenlignet med processen som GPS gennemgår i problemløsning. Der blev fundet ligheder mellem disse fremgangsmåder, som f.eks at begge tilfælde ofte baserede sig på tommelfingerregler.

## Problemløsningsstrategier
Problemløsning kan opdeles i og baseres på to forskellige typer af strategier: Algoritmisk eller heuristisk. 
Algoritmer er regler eller programmer der kan være omkostningsfulde grundet mængden af tid og ressourcer de kræver, men som vil generere en korrekt løsning. Heuristikker, derimod, er langt hurtigere og mere effektive til at afsøge og finde løsninger på problemer, men når til gengæld ikke altid frem til den korrekte løsning. Der findes mange forskellige heuristikker som kan bruges under problemløsning, og de har alle fordele og ulemper alt efter hvilket problem man står overfor at skulle løse. Her er der blandt andet også mennesker som arbejder med specifikke videns domæner, som efterhånden kan lære at bruge domænespecifikke heuristikker under problemløsning. Herunder vil nogle af de heuristikker der kan bruges som problemløsningsstrategier gennemgås. 

### Analogier
Når analogier bruges som problemløsningsstrategier betyder det at der bruges kendte situationer og erfaringer derfra, til at forsøge at løse det pågældende problem. Analogier har en vigtig heuristisk betydning som hjælpemiddel til at løse problemer.  Ved analogier bruges lighederne mellem tidligere oplevede situationer og det pågældende problem, til at forsøge at bryde problemet ned til noget, der minder om situationer der er oplevet og løst før.  
Der er ofte tale om tre forskellige ligheder mellem problemer:
- En overfladisk lighed - hvor detaljer er fælles for problemerne
- En strukturel lighed - hvor der er relationer mellem årsagerne for problemerne
- En procedural lighed - hvor de operationer der omformer problemerne er ensartede.

Ved brugen af analogier er det også vigtigt hvor vidt mennesker kan overføre (transfer) viden mellem to problemer.  
Hertil er et eksempel fra et studie af Gick og Holyoak (en) hvor forsøgspersoner skulle løse en kræftbehandlings problematik. Her blev det vist at næsten ingen forsøgspersoner fandt frem til løsningen selv, men at langt størstedelen kunne løse problematikken efter de blev givet et hint gennem en analogi. Her blev det dog også vist at disse forsøgspersoner fik at vide at analogien kunne bruges under løsningen af problematikken. For andre forsøgspersoner der blev præsenteret for analogien ude af kontekst for problematikken var det lidt under halvdelen der kunne løse problematikken. 
Det kan altså være svært for mennesker at bruge analogier hvis ikke problemer har overfladisk lighed, og kan nogle gange først se strukturelle ligheder mellem problematikker hvis de bliver gjort opmærksomme på dem. 

### Middel-mål-analyse
Ved middel-mål-analyse ser man som start på to tilstande for problemet: Starttilstanden og måltilstanden. Starttilstanden er det punkt hvorpå man befinder sig i starten af problemløsningen, og måltilstanden er det sted man ønsker at ende med problemløsningen. Der kan være et meget stort skridt mellem disse tilstande, og man forsøger derfor at dele problemet op i mindre tilstande eller delmål som er opnåelige og som nærmer sig måltilstanden og mindsker afstanden til denne. Denne metode er rekursiv fordi man hele tiden sammenligner afstandene fra det punkt man befinder sig på til måltilstanden og forsøger at mindske den afstand med nye delmål. Delmålene kan dog stadig ske at være for store problemer at løse, og man kan derfor finde yderligere delmål til disse. Målet med denne metode er at opdele det pågældende problem i mindre og mindre dele, indtil man er i stand til at nå frem til deltilstandene og til sidst måltilstanden. 

### Andre problemløsningsstrategier
Udover de tidligere nævnte problemløsningsstrategier er der også andre metoder for problemløsning:
Bakkebestigning er en metode hvor man arbejder sig fra starttilstanden til en deltilstand som er tættere på måltilstanden end starttilstanden. Her bevæger man sig altså i mindre skridt for at kunne komme tættere på måltilstanden. Denne metode minder om middel-mål-analyse, men kan skille sig ud ved ofte at være mindre strategisk og gennemtænkt. 
Arbejde baglæns er en metode hvor man, til forskel for de andre metoder, starter fra et problems måltilstand og arbejder sig baglæns fra denne mod starttilstanden. Her er målet altså at kunne se hvilke skridt der kan tages mod målet ved at starte ved det og se hvilke deltilstande der kan føre til måltilstanden. 
Generér-og-test er en metode hvor man laver et løsningsforslag og tester det med det samme for at se om det løser problematikken man står overfor. Dette fortsættes med nye løsningsforslag indtil problemet er blevet løst. Denne metode bliver dog mere og mere omkostningsfuld jo flere mulige løsningsforslag der findes. 

## Hjernevridere
Hjernevridere er opgaver, som kan opfattes som problemer:
- Sudoku: Problemløsningen er at lære: Hvilke kriterier der er for at placere tal. Lære teknikker til at finde ud af hvilke tal, der kan placeres hvor.
- Anagram: Ord eller sætning, vis bogstaver byttes rundt hvorved et nyt ord eller sætning med nye ord fås.

## Mulig fremgangsmåde ved (matematiske) opgaver
How to Solve It (1945) er en lille bog af matematikeren George Pólya (en), der beskriver metoder til problemløsning.

### Fire principper
How to Solve It foreslår følgende trin når et matematisk problem skal løses:
1. Først, skal du forstå problemet.[10]
2. Efter forståelse, skal en plan laves.[11]
3. Udfør planen.[12]
4. Vurdér dit arbejde.[13] Hvordan kan det blive bedre?

Hvis disse teknikker fejler, anbefaler Pólya: "Hvis du ikke kan løse et problem, så er der et lettere problem: Find det." Eller: "Hvis du ikke kan løse det foreslåede problem, så prøv at løse et relateret problem. Kan du forslå et lettere tilgængeligt relateret problem?"
I bogen uddybes principperne.